# 新笹川橋 (富山県)
新笹川橋（しんささがわばし）は、富山県下新川郡朝日町の笹川に架かる一般国道8号の桁橋である。
城山トンネルと横尾トンネルに挟まれた位置にある。

## 概要
- 形式 -  鋼単純活荷重合成鋼鈑桁橋[1][2]
- 橋長 - 40.0 m[2]
  - 径間割 - 40.0 m[2]
- 幅員 - 8.7 m[1]
- 下部構造 - 扶壁式[2]

## 歴史
- 1964年度（昭和39年度） - 完成[2]。
- 1965年（昭和40年）11月25日 - 本橋を含む区間が開通[3]。